# Панково (Костромская область)
Панково — деревня в Павинском районе Костромской области. Входит в состав Петропавловского сельского поселения

## География
Находится в северо-восточной части Костромской области на расстоянии приблизительно 8 км на восток по прямой от села Павино, административного центра района.

## История
В XIX веке деревня находилась на территории Никольского уезда Вологодской губернии. В 1859 году здесь было учтено 7 дворов.

## Население
Численность постоянного населения составляла 40 человек (1859), 16 в 2002 году (русские 97 %), 6 в 2022.